# Autollamador
Un autollamador es un dispositivo electrónico que puede llamar automáticamente a números de teléfono para comunicar entre dos puntos cualesquiera de las redes telefónicas, celulares (móviles) y de buscas.
Una vez que se ha establecido la comunicación (mediante un intercambio telefónico), el autollamador anunciará mensajes verbales o transmitirá datos digitales, por ejemplo, mensajes de texto en formato "servicio de mensajes cortos" (SMS) a la parte llamada.